# Tehuacania porioni
Tehuacania porioni är en skalbaggsart som beskrevs av Roger Paul Dechambre 2009. Tehuacania porioni ingår i släktet Tehuacania och familjen Dynastidae. Inga underarter finns listade i Catalogue of Life.